# Reichul German

Reichul German în 1871

Reichul German în 1920

Reichul German (în germană Deutsches Reich, pronunțat [ˌdɔʏtʃəs ˈʁaɪç] ⓘ) a fost numele constituțional al statului național german între 18 ianuarie 1871 (proclamarea Imperiului German) și 30 aprilie 1945 (moartea lui Adolf Hitler). Autoritatea și suveranitatea Reichului erau considerate ca având la bază continuitatea poporului german unitar (Deutsches Volk), acestea fiind exercitate asupra unui "teritoriu statal" unitar german care a avut diferite întinderi de-a lungul timpului. Deși există obiceiul ca termenul de „Reich German” sa fie tradus ca „Imperiu German”, termenul de „Reich” este mai corect tradus ca „întindere”, „țară” sau „tărâm”. Cuvântul „Reich” nu are conotații monarhice.
Republica Federală Germană, apăruta după Al Doilea Război Mondial, nu a păstrat numele de „Reich german” și a înlocuit prefixul „Reichs-” în toate titlurile oficiale cu „Bundes-” („federal”). Spre exemplu, cancelarul Reichului (Reichskanzler) a devenit Bundeskanzler.